# Horwood
Horwood – wieś w Anglii, w Devon, w dystrykcie North Devon. W 1961 wieś liczyła 79 mieszkańców. Horwood jest wspomniana w Domesday Book (1086) jako Horewod/Horewode/Horewda/Horewoda.